# Ade Hamnett
Ade Samuel Hamnett (1882 – 1956) là một cầu thủ bóng đá người Anh thi đấu cho Stoke.

## Sự nghiệp
Hamnett sinh ra ở Chester và từng thi đấu cho Birkenhead trước khi gia nhập Stoke năm 1908. Ông thi đấu 9 lần cho Stoke mùa giải 1908–09 trước khi trở lại bóng đá địa phương cùng với Annfield Plain và sau đó là Crewe All Saints.

## Thống kê sự nghiệp
| Câu lạc bộ          | Mùa giải            | Giải vô địch | Giải vô địch | Cúp FA  | Cúp FA    | Tổng    | Tổng      |
| Câu lạc bộ          | Mùa giải            | Số trận      | Bàn thắng    | Số trận | Bàn thắng | Số trận | Bàn thắng |
| ------------------- | ------------------- | ------------ | ------------ | ------- | --------- | ------- | --------- |
| Stoke               | 1908–09             | 9            | 0            | 0       | 0         | 9       | 0         |
| Tổng cộng sự nghiệp | Tổng cộng sự nghiệp | 9            | 0            | 0       | 0         | 9       | 0         |